# 西山站 (福岡縣)
西山站（日语：／ Nishiyama eki */?）是位於福岡縣北九州市八幡西區春日台五丁目，筑豐電氣鐵道筑豐電氣鐵道線車站。車站編號為CK10。

## 歷史
- 1965年（昭和40年）12月24日 - 車站啟用。

## 車站構造
車站是一座地面車站，設有2面2線的相對式月台。此站是無人車站。

### 月台
| 月台 | 路線        | 方向                 | 備註 |
| ---- | ----------- | -------------------- | ---- |
| 1    | ■筑豐電鐵線 | 楠橋、筑豐直方方向   |      |
| 2    | ■筑豐電鐵線 | 永犬丸、黑崎站前方向 |      |

※實際上沒有月台編號，上述的編號只用作列車運輸指令上使用。

## 使用狀況
在2019年度，1日平均上下車人次為368人。

## 車站周邊
車站位處於小山之中，鄰近住宅區。下行月台處設有變電站。
- 春日台公民館

## 相鄰車站
筑豐電氣鐵道
筑豐電氣鐵道線
三森（CK09）－西山（CK10）－通谷（CK11）

## 注腳
1. ↑  鉄道事業｜企業・グループ情報《西鉄について》 （页面存档备份，存于）（日語） 令和元年度 駅別乗降人員